# Île Hiengabat
L’île Hiengabat est un îlot de Nouvelle-Calédonie appartenant administrativement à Hienghène.